# Marcellus Sommerville
Marcellus Dwayne Sommerville (Peoria, 21 febbraio 1982) è un ex cestista statunitense.

## Palmarès
- Campionato francese: 1

Cholet: 2009-10